# Ouvry Lindfield Roberts
Ouvry Lindfield Roberts (3 avril 1898 - 16 mars 1986) est un officier supérieur de l'armée britannique et de l'armée indienne britannique pendant la Première et la Seconde Guerre mondiale.

## Carrière militaire
Formé au Cheltenham College, à l'académie militaire royale, à Woolwich et au King's College de Cambridge, Ouvry Roberts a été nommé au Royal Engineers le 6 juin 1917. Il a servi sur la frontière nord-ouest de l'Inde pendant la troisième guerre anglo-afghane en 1919 et dans le Waziristan 1919–21.
Roberts a joué au cricket de première classe pour l'université de Cambridge en 1925 et pour les Free Foresters en 1926. Après avoir travaillé à l'école militaire de Camberley de 1934 à 1935, il a été directeur adjoint des opérations militaires et du renseignement en Inde du 17 septembre 1939 au 28 janvier 1941,.
En janvier 1941, Roberts fut nommé GSO1 (chef d'état-major) de la 10e division d'infanterie indienne, qui se formait alors à Ahmednagar en Inde. Trois mois plus tard, la division a été envoyée en Irak. La base d'entraînement de la RAF à Habbaniya, défendue par 1 200 Assyriens et Kurdes recrutés localement et quelques voitures blindées, a été menacée par une force irakienne fin avril et trois compagnies du 1er Bataillon King's Own Royal Regiment Lancaster ont été envoyées par avion pour renforcer la base. Roberts a été envoyé à Habbaniya le 1er mai pour examiner la situation, et a assumé le commandement de facto des opérations terrestres à RAF Habbaniya (en) après le départ du vice-maréchal de l'air Harry George Smart (en) qui avait été blessé dans un accident de voiture. Roberts a reçu le Distinguished Service Order pour commander les forces terrestres défendant la RAF Habbaniya.
Roberts a commandé ce qui est devenu connu sous le nom de « Brigade Habbaniya » et, le 19 mai 1941, a participé à la prise de Falloujah. La Brigade Habbaniya a été formée dans la semaine qui a suivi la fin du siège irakien de la garnison britannique à Habbaniya. Roberts forma la brigade en regroupant les renforts d'infanterie de Bassorah (2/4 Gurkha) et de Kingcol (1 Essex). Roberts retourna à la 10e division indienne après avoir terminé ce que son commandant divisionnaire, le major général William Slim, décrivit plus tard comme « l'un des meilleurs emplois à lui seul qu'un officier de son grade d'alors ait accompli pendant la guerre ».
En tant que chef d'état-major, Roberts joua un rôle important dans l'implication de la 10e division indienne dans l'expédition de l'Euphrate pendant la campagne Syrie-Liban en juillet 1941 et l'invasion anglo-soviétique de l'Iran un mois plus tard, ce qui lui a valu une promotion au poste de commandant de la division de la 20e brigade d'infanterie indienne en Irak en janvier 1942.
Du 1er juillet 1942 au 24 janvier 1943, Roberts était le commandant de la 16e brigade d'infanterie à Ceylan. Lorsque la menace d'une invasion japonaise de Ceylan s'éloignait, la 16e brigade d'infanterie fut redéployée en juillet 1943. Roberts fut ensuite nommé brigadier général d'état-major du IVe corps à Imphal, commandé par le lieutenant général Geoffrey Scoones et qui faisait partie de la quatorzième armée de Slim.
Le 10 août 1943, Roberts fut promu major général par intérim et nommé General Officer Commanding de la 23e division d'infanterie indienne, qui fait partie du 4e corps. Les unités de la division ont été fortement impliquées dans la bataille décisive d'Imphal et l'avancée alliée ultérieure en Birmanie. En août 1944, la division est retirée en Inde. Roberts a été nommé Commandeur de l'Ordre de l'Empire britannique le 8 février 1945. Il a été promu général de division le 17 février avec l'ancienneté du 5 juin 1944.
Le 12 mars 1945, Roberts fut promu lieutenant général par intérim et nommé officier général commandant le XXXIVe corps indien, chargé de l'opération Roger, un assaut amphibie sur la péninsule de Kra en Thaïlande. Les événements se sont déroulés plus rapidement que prévu et l'opération Roger a été annulée. Le corps a ensuite été chargé de l'opération Zipper, un débarquement amphibie sur la côte de Malaisie. En l'occurrence, les débarquements, mises en œuvre en septembre 1945, se sont déroulées sans opposition, la capitulation japonaise ayant eu lieu quelques jours avant,,.
Après la guerre, Roberts a été nommé vice-adjudant général au War Office en 1945. Il est devenu officier général commandant du district d'Irlande du Nord en 1948 et officier général commandant en chef du Southern Command en 1949. Il est devenu le Quartermaster-General to the Forces en 1952 et a pris sa retraite en 1955, largement considéré comme l'un des plus performants de la Seconde Guerre mondiale.
Roberts était aide-de-camp général de la reine Élisabeth II de 1952 à 1955 et colonel commandant les Royal Engineers de 1952 à 1962.

## Retraite
À la retraite, Roberts était directeur de Grosvenor Laing puis président de Grosvenor Laing de 1955 à 1960.